# Tío Johnny
Juan Andrés Salim Facuse (Lima, 10 de marzo de 1936-Lima, 11 de marzo de 1997), conocido por su personaje el Tío Johnny, fue un animador infantil y presentador de televisión peruano, y uno de los primeros animadores de la televisión peruana. Se le conoció también como «el tío más recordado» del Perú.

## Historia
Juan Andrés Salim empezó a trabajar en la radio, en 1958 como locutor en un programa para entretener a la familia. En 1960, entró a trabajar como asistente en la televisión, luego fue productor. Los directivos del canal 4 pensaron en crear un programa infantil, fue ahí donde Salim improvisó una graciosa pero tierna voz e inmediatamente se le contrató para ser el conductor de aquel programa. El 3 de junio de 1963, se inauguró su programa infantil Buenas tardes, Tío Johnny en América Televisión. Comenzaba a las 18:00, momento en que los niños de aquella época terminaban sus deberes en casa. Era una hora de títeres, concursos y la presentación de series como Supercar, Tiro Loco McGraw, El bonachón Noddy Magrou y la historia de Aladino y la lámpara maravillosa.
El programa finalizaba con una secuencia en la que mientras el Tío Johnny tomaba un vaso de leche, se escuchaba una música de fondo de tambores y trompetas que rápidamente se hizo popular a través de los años. El tarareo era «Ta ta ta ta ta tatatatán, ta ta ta ta ta tatatatán». La canción fue sacada de una película italiana de 1968 llamada Boccaccio 70.
En 1968, trasladó su programa a Panamericana Televisión. En noviembre de 1971, se da la fusión de los canales América y Panamericana Televisión en Telecentro. El INTE (Instituto Nacional de Teleducación) y el INC (Instituto Nacional de Cultura) comenzaron a poner restricciones al programa. Y sugirieron cambiar su vestimenta porque, según ellos, eran muy alienantes su traje, la forma de caminar y el escenario del programa. Aludiendo que su apariencia era similar al Tío Sam. Juan Andrés Salim renuncia en 1974 dado que el programa y él eran presionados constantemente por el Gobierno militar peruano.
Más tarde, se trasladó a Ecuador a realizar el mismo programa en TC Televisión con casi las mismas secuencias. En este país, alcanzó también un gran éxito. Sin embargo, en mayo de 1981, decidió regresar de forma definitiva al Perú y, ya con la tecnología de las transmisiones en color, creó su programa nuevamente en América Televisión, canal para el que grabó meses antes un especial navideño. Desde esa fecha, su programa se emitía simultáneamente con el de Yola Polastri en el mismo canal. Se mantuvo al aire hasta 1983.
El 11 de marzo de 1997, falleció a los 61 años debido a un cáncer pulmonar. Sus restos fueron velados en la Iglesia Virgen de Fátima en el distrito de Miraflores.

## Traje del Tío Johnny
El traje se hizo famoso por décadas. Era un saco a rayas con los colores amarillo y negro, camisa blanca, corbata mocha negra, sombrero de paja crema, cintilla negra, pantalón y zapatos negros. A pesar de que se piensa que el traje estaba inspirado del Tío Sam, en verdad estaba inspirado en Maurice Chevalier, un intérprete francés de películas musicales. Actualmente, el traje lo posee la familia de su hijo, Juan Andrés Salim.